# Frank Corrado
Frank Corrado, född 26 mars 1993, är en kanadensisk professionell ishockeyspelare som spelar för Pittsburgh Penguins i National Hockey League (NHL). Han har tidigare spelat på NHL-nivå för Vancouver Canucks och Toronto Maple Leafs, och på lägre nivåer för Chicago Wolves och Utica Comets i American Hockey League (AHL) och Sudbury Wolves och Kitchener Rangers i Ontario Hockey League (OHL).
Corrado draftades i femte rundan i 2011 års draft av Vancouver Canucks som 150:e spelare totalt.

## Statistik
| 2008–2009  | Vaughan Kings Minor Midget AAA | GTMMHL     | 62  | 15 | 33 | 48  | 136 | —  | — | — | — | —  |
| 2009–2010  | Sudbury Wolves                 | OHL        | 63  | 1  | 8  | 9   | 46  | 4  | 0 | 1 | 1 | 0  |
| 2010–2011  | Sudbury Wolves                 | OHL        | 67  | 4  | 26 | 30  | 94  | 8  | 1 | 4 | 5 | 8  |
| 2011–2012  | Sudbury Wolves                 | OHL        | 60  | 3  | 23 | 26  | 81  | 4  | 0 | 0 | 0 | 12 |
|            | Chicago Wolves                 | AHL        | 4   | 0  | 1  | 1   | 0   | 2  | 0 | 0 | 0 | 0  |
| 2012–2013  | Vancouver Canucks              | NHL        | 3   | 0  | 0  | 0   | 0   | 4  | 0 | 0 | 0 | 0  |
|            | Sudbury Wolves                 | OHL        | 41  | 6  | 21 | 27  | 44  | —  | — | — | — | —  |
|            | Kitchener Rangers              | OHL        | 28  | 1  | 17 | 18  | 45  | 10 | 1 | 1 | 2 | 6  |
|            | Chicago Wolves                 | AHL        | 3   | 0  | 2  | 2   | 0   | —  | — | — | — | —  |
| 2013–2014  | Vancouver Canucks              | NHL        | 15  | 1  | 0  | 1   | 4   | —  | — | — | — | —  |
|            | Utica Comets                   | AHL        | 59  | 6  | 11 | 17  | 46  | —  | — | — | — | —  |
| 2014–2015  | Vancouver Canucks              | NHL        | 10  | 1  | 0  | 1   | 0   | —  | — | — | — | —  |
|            | Utica Comets                   | AHL        | 35  | 7  | 9  | 16  | 31  | 18 | 1 | 0 | 1 | 24 |
| NHL totalt | NHL totalt                     | NHL totalt | 28  | 2  | 0  | 2   | 4   | 4  | 0 | 0 | 0 | 0  |
| AHL totalt | AHL totalt                     | AHL totalt | 101 | 13 | 23 | 36  | 77  | 20 | 1 | 0 | 1 | 24 |
| OHL totalt | OHL totalt                     | OHL totalt | 259 | 15 | 95 | 110 | 310 | 26 | 2 | 6 | 8 | 26 |